# 赫科拉尼宫 (弗利)
赫科拉尼宫（Palazzo Hercolani）是意大利艾米利亚-罗马涅大区弗利的一座宫殿。在博洛尼亚也有一座赫科拉尼宫。
1844年之前，它一直属于弗利古老的赫科拉尼家族。最后一位住在宫殿的赫科拉尼继承人是法布里齐奥·加迪·赫科拉尼，塞萨琳娜·赫科拉尼和莱皮多·加迪·赫科拉尼的儿子。1844年，法布里齐奥将宫殿卖给了塞斯托·马特乌奇伯爵，新主人进行了大量翻修，但是宫殿平面保持不变。宫殿是三座建筑统一的产物。塞斯托·马特乌奇让宫殿前的外观更加匀称，并改善了宫殿的设施。
1866年，维托里亚·马特乌奇与菲利波·瓜里尼伯爵结婚，这座宫殿成为瓜里尼家族的财产。1946年，这座宫殿被最后一位瓜里尼继承人卖给了卡洛·马克思合作社。
宫殿里藏有意大利画家庞佩奥·兰迪（Pompeo Randi）的作品《圣母与圣默丘里亚利斯、朝圣者等人》（La Beata Vergine del Fuoco con i Santi Mercuriale, Pellegrino, Marcolino e Valeriano）。背景展示了塞斯托·马特乌奇的纹章和弗利的风景。整个宫殿有六个壁画屋顶和两面墙面壁画。所有的装饰都可以追溯到19世纪。
在1980年代，这座宫殿由Assicoop Romagna重新装修，目前它设于宫殿中。由于宫殿独特的优雅和设施，经常在此举办该城的重要活动。 